# Гладишовський Омелян Антонович
Омеля́н Анто́нович Гладишовський  (9 березня 1843, Нижня Тернава, Турківський повіт Королівство Галичини та Володимирії — 25 червня 1916, м. Тернопіль) — український лікар, громадський діяч (москвофіл). Доктор медицини (1867, Відень). Нагороджений лицарським хрестом ордена Франца Йосифа (1908).

## Життєпис
Народився 1843 року, Нижня Тернава (Королівство Галичини та Володимирії, Австрійська імперія, нині Україна), в родині греко-католицького священика.
Навчався у Самбірській гімназії, Львівському та Віденському (з 1862 р.) університетах. Від кінця 1860 років — лікар у м. Тернополі, з часом став повітовим лікарем.
Після усунення графа Казімежа Бадені з посади прем'єра австрійського кабінету міністрів його наступником став приятель — граф Леон Пінінський, який звільнив місце посла до Райхсрату від селянській курії Тернопільської виборчої округи. Щоб врятувати ситуацію, великі землевласники вирішили не висувати кандидатури когось з представників родів графів Ґрохольських, Пінінських, Тишковських та інших землевласників, а іншу особу, яка б на противагу Іванові Франку змогла б остудити чи подолати запал українських мас. Цим урядовим контркандидатом став москвофіл, повітовий лікар д-р О. Гладишовський. У 1898 році він був обраний послом до австрійського парламенту (державної ради) в окрузі № 27 Тернопіль — Микулинці — Нове Село — Збараж — Скалат (26.09.1898-07.09.1900, IX каденція). При цьому набрав більше голосів, ніж його суперник Іван Франко, хоча вважався технічним кандидатом (Степан Новаківський називався його урядовим кандидатом). Є твердження, що йому допомагали польські політичні кола, які не хотіли бачити Франка в парламенті. Яцко Остапчук у своїх спогадах стверджував, що на виборах переміг Франко, однак після тривалої паузи оголосили, що з перевагою в 4 голоси послом став лікар Гладишовський, якого підтримували як поляки, так і майже всі духівники — греко-католики. Газета «Громадський голос» писала, що у жовтні 1898 року під час розгляду в Тернопільському суді позову щодо побиття Іваном Франком селянина Михайла Підгайного, який виявився наклепом, останній одному зі свідків сказав, що «мав відкричати своє, бо я дістав від Гладишовського 20 зр.» (золотих ринських).
Був депутатом від цього ж округу і в наступній Х каденції Райхсрату (31.01.1901-30.01.1907). У парламенті входив у 1898-1901 роках до Слов'янсько-християнської національної асоціації, 1901 року — Слов’янський центр; з 24 жовтня 1901 року — до Руського клубу.
Син Антін був директором «Крайового союзу кредитового» у Львові (1912—1923), у 1914 та 1919—1923 роках — голова вчительського товариства «Рідна школа».
Помер 25 червня 1916 року в м. Тернопіль під окупації міста російськими військами в час Першої світової війни.